# Temporada 1979-80 de los Kansas City Kings
La temporada 1979-80 fue la trigésimo segunda de los Kings en la NBA, y la octava en Kansas City. La temporada regular acabó con 47 victorias y 35 derrotas, ocupando el quinto puesto de la Conferencia Oeste, clasificándose para los playoffs, en los que cayó en primera ronda ante Phoenix Suns.

## Elecciones en elDraft
| Ronda | Puesto | Jugador         | Posición | Nacionalidad   | Universidad |
| ----- | ------ | --------------- | -------- | -------------- | ----------- |
| 1     | 18     | Reggie King     | Alero    | Estados Unidos | Alabama     |
| 3     | 62     | Terry Crosby    | Base     | Estados Unidos | Tennessee   |
| 4     | 85     | John McCullough | Base     | Estados Unidos | Oklahoma    |

## Temporada regular
| División Central    | División Central | División Central | División Central | División Central | División Central | División Central | División Central | División Central |
| Equipo              | G                | P                | %                | PD               | Casa             | Fuera            | Div              |                  |
| ------------------- | ---------------- | ---------------- | ---------------- | ---------------- | ---------------- | ---------------- | ---------------- | ---------------- |
| y-Milwaukee Bucks   | 49               | 33               | .598             | –                | 28–12            | 21–21            | 15–9             |                  |
| x-Kansas City Kings | 47               | 35               | .573             | 2                | 30–11            | 17–24            | 18–6             |                  |
| Chicago Bulls       | 30               | 52               | .366             | 19               | 21–20            | 9–32             | 8–16             |                  |
| Denver Nuggets      | 30               | 52               | .366             | 19               | 24–17            | 6–35             | 10–14            |                  |
| Utah Jazz           | 24               | 58               | .293             | 25               | 17–24            | 7–34             | 9–15             |                  |

## Playoffs

### Primera ronda
Phoenix Suns vs. Kansas City Kings 
| Fecha      | Partido                                | Ciudad      |
| ---------- | -------------------------------------- | ----------- |
| 2 de abril | Phoenix Suns 96, Kansas City Kings 93  | Phoenix     |
| 4 de abril | Kansas City Kings 106, Phoenix Suns 96 | Kansas City |
| 6 de abril | Phoenix Suns 114, Kansas City Kings 99 | Phoenix     |
|            | Phoenix Suns gana las series 2-1       |             |

## Estadísticas
| Rk | Jugador        | Edad | P  | PT | MP   | TC  | TCI  | %TC  | T3  | T3I | %T3  | TL  | TLI | %TL   | RO  | RD  | RT  | AS  | RB  | TAP | BP  | FP  | PTS  |
| -- | -------------- | ---- | -- | -- | ---- | --- | ---- | ---- | --- | --- | ---- | --- | --- | ----- | --- | --- | --- | --- | --- | --- | --- | --- | ---- |
| 1  | Otis Birdsong  | 24   | 82 |    | 35.2 | 9.5 | 18.9 | .505 | 0.1 | 0.4 | .278 | 3.5 | 5.0 | .694  | 2.1 | 2.0 | 4.0 | 2.5 | 1.7 | 0.3 | 2.2 | 2.8 | 22.7 |
| 2  | Scott Wedman   | 27   | 68 |    | 34.5 | 8.4 | 16.4 | .512 | 0.1 | 0.3 | .318 | 2.1 | 2.7 | .801  | 1.7 | 4.0 | 5.7 | 2.1 | 1.2 | 0.7 | 1.6 | 3.4 | 19.0 |
| 3  | Phil Ford      | 23   | 82 |    | 32.0 | 6.0 | 12.9 | .462 | 0.0 | 0.3 | .174 | 4.2 | 5.2 | .818  | 0.4 | 1.7 | 2.1 | 7.4 | 1.7 | 0.0 | 3.4 | 2.5 | 16.2 |
| 4  | Sam Lacey      | 31   | 81 |    | 29.8 | 3.7 | 8.4  | .448 | 0.0 | 0.0 | .000 | 1.7 | 2.3 | .741  | 2.1 | 5.8 | 8.0 | 5.7 | 1.4 | 1.3 | 2.6 | 3.8 | 9.2  |
| 5  | Reggie King    | 22   | 82 |    | 25.0 | 3.1 | 6.1  | .515 | 0.0 | 0.0 | .000 | 1.9 | 2.7 | .726  | 2.2 | 4.7 | 6.9 | 1.3 | 0.8 | 0.4 | 1.2 | 2.8 | 8.2  |
| 6  | Bill Robinzine | 27   | 81 |    | 23.7 | 4.5 | 8.9  | .501 | 0.0 | 0.0 | .500 | 2.5 | 3.4 | .730  | 2.3 | 4.2 | 6.5 | 0.8 | 1.3 | 0.3 | 1.8 | 3.8 | 11.4 |
| 7  | Mike Green     | 28   | 21 |    | 21.9 | 3.3 | 7.6  | .434 | 0.0 | 0.1 | .000 | 1.1 | 2.0 | .571  | 1.7 | 3.7 | 5.4 | 1.3 | 0.6 | 1.0 | 1.7 | 2.6 | 7.7  |
| 8  | Ernie Grunfeld | 24   | 80 |    | 17.5 | 2.3 | 5.3  | .443 | 0.0 | 0.0 | .500 | 1.3 | 1.6 | .771  | 1.1 | 1.8 | 2.9 | 1.4 | 0.7 | 0.1 | 1.0 | 1.9 | 5.9  |
| 9  | Billy McKinney | 24   | 76 |    | 17.5 | 2.7 | 6.0  | .449 | 0.0 | 0.1 | .100 | 1.4 | 1.8 | .805  | 0.3 | 0.9 | 1.1 | 3.3 | 0.8 | 0.1 | 1.2 | 1.1 | 6.8  |
| 10 | Len Elmore     | 27   | 58 |    | 15.8 | 1.8 | 4.2  | .430 | 0.0 | 0.0 |      | 0.9 | 1.3 | .689  | 1.3 | 3.2 | 4.4 | 1.1 | 0.7 | 0.7 | 1.2 | 2.7 | 4.5  |
| 11 | Marlon Redmond | 24   | 24 |    | 12.4 | 2.5 | 5.8  | .428 | 0.0 | 0.4 | .000 | 1.0 | 1.4 | .706  | 0.8 | 1.4 | 2.2 | 0.8 | 0.2 | 0.4 | 0.8 | 1.1 | 5.9  |
| 12 | Gus Gerard     | 26   | 73 |    | 11.9 | 2.2 | 4.8  | .457 | 0.0 | 0.0 | .333 | 0.9 | 1.4 | .660  | 1.1 | 1.4 | 2.4 | 0.6 | 0.6 | 0.4 | 0.7 | 1.3 | 5.3  |
| 13 | Tom Burleson   | 27   | 37 |    | 7.4  | 1.0 | 2.8  | .346 | 0.0 | 0.1 | .000 | 0.6 | 1.1 | .575  | 0.6 | 1.3 | 1.9 | 0.5 | 0.2 | 0.4 | 0.7 | 1.3 | 2.6  |
| 14 | Terry Crosby   | 23   | 4  |    | 7.0  | 0.5 | 1.0  | .500 | 0.0 | 0.0 |      | 0.5 | 0.5 | 1.000 | 0.0 | 0.3 | 0.3 | 1.8 | 0.0 | 0.0 | 1.3 | 1.0 | 1.5  |

## Galardones y récords
| Jugador       | Galardón                                        |
| Scott Wedman  | 2.º Mejor quinteto defensivo de la NBA All-Star |
| Otis Birdsong | All-Star                                        |